# 玳灰蝶
玳灰蝶（学名：Deudorix epijarbas），又名夏灰蝶、恒春小灰蝶、龍眼緋灰蝶、荔枝灰蝶，为灰蝶科玳灰蝶屬的模式種。

## 描述
本種為中型灰蝶，具明顯雌雄二型性。雄蝶頭頂深褐、被白毛，複眼密被毛，觸角褐色帶白環；口器深褐，下唇鬚前伸，末端變細，第三節白色棒狀、末端褐色。胸背褐色，腹面白；腹部背面褐雜紅鱗，腹面黃白色，節間有黑色橫條與成對黑斑。足白色混深褐，前足跗節癒合、末端尖銳下彎。
前翅長15-22 mm，呈三角形，後翅卵形，臀區具發達葉狀突，CuA2脈末端有絲狀尾突，CuA1脈末端角狀。翅背面底色黑褐，雄蝶前後翅具明顯朱紅斑，臀區突橙色，上有黑點與藍色金屬光鱗；雌蝶翅面無紅斑。翅腹面褐色，具白邊條紋，斑列於CuA2脈呈V形，中室末端及CuA1室有黑斑鑲橙環之眼狀斑，臀區有金屬藍與橙紋。緣毛褐色。

## 分布
本種廣泛分布於東亞、東南亞各地以及印度北部、澳洲東北部。

## 生態習性
本種幼蟲食性多元，可以多種無患子科、山龍眼科、柿樹科、豆科植物為食，一年多世代。

## 資料來源
1. ↑  徐堉峰，梁家源，黃智偉. . 行政院農業委員會林務局. 2020-04. ISBN 9789865440985.
2. ↑  徐堉峰. . 台中市: 晨星出版社. 2013. ISBN 978-986-177-670-5.

## 外部連結
- 维基共享资源上的相關多媒體資源：玳灰蝶